# Осмонд (Вајоминг)
Осмонд (енгл. Osmond) насељено је место без административног статуса у америчкој савезној држави Вајоминг.

## Демографија
По попису из 2010. године број становника је 397.
| Група             | 2000.    | 2010.       |
| Белци             | 0 (0,0%) | 384 (96,7%) |
| Афроамериканци    | 0 (0,0%) | 2 (0,5%)    |
| Азијати           | 0 (0,0%) | 0 (0,0%)    |
| Хиспаноамериканци | 0 (0,0%) | 5 (1,3%)    |
| Укупно            | 0        | 397         |